# 虎屋
株式会社虎屋（とらや、 英: Toraya Confectionery Co., Ltd. ）は、東京都港区赤坂に本社を置く和菓子屋である。会社設立は1947年で、とらやのブランドで知られる。

## 概要
室町時代後期に京都で創業し、後陽成天皇在位中から御所の御用を勤めて以降、皇室御用達の製菓業となった。これまで約480年の歴史を持つが、明治時代になって東京に移った。
特に羊羹の製造販売で知られ、「とらやの羊羹」として広くその名を知られている。東京の老舗店の集まりである東都のれん会の会員であるほか、伝統企業の国際組織であるエノキアン協会（本部・パリ）にも加盟している。
日本国外でも事業を展開しており、1980年（昭和55年）にはパリ（パリ1区・サントノレ通り界隈）、1993年（平成5年）にはニューヨーク（マンハッタン）に出店している。ただし、後者は2003年（平成15年）10月をもって閉店した。
著明な歴代当主には、参議院議員で厚生大臣も務めた第15代・黒川武雄や、日本青年会議所の初代会頭を務めた第16代・黒川光朝などがいる。
2015年（平成27年）10月8日、本社ビル建て替えのためにとらや並びに虎屋菓寮の赤坂店を閉店。閉店に際して17代目当主の黒川光博からの挨拶状が公式サイトにて披露されている。新しい赤坂店は内藤廣の設計、鹿島建設の施工により、2018年（平成30年）完成、10月にリニューアルオープンした。当初の10階建て案から4階建に縮小され、2020年に日本建設業連合会主催の第61回BCS賞の一つに選ばれている。

## 事業所

### 販売店
赤坂店を筆頭に直営店は、東京都に6店舗、静岡県に1店舗、京都府に2店舗を構えている。その他、全国の百貨店や空港ターミナルビル内に主要商品を販売している店舗がある。

### 虎屋菓寮
直営店に併設された虎屋の和菓子を提供する茶店。赤坂店、京都一条店、TORAYA GINZA、御殿場店など。国外では1980年にパリに進出した。

### TORAYA AN STAND
「あんのある生活を」をコンセプトに、毎日たのしめる、とらやのあんを使った菓子を提案するカフェ。北青山店、新宿店がある。横浜店は、閉店した。

### とらや工房
職人がその場で手作りしている工房で、庭を眺めながら菓子を楽しめる。 御殿場東山ミュージアムパークの一施設。

### 工場
工場は東京工場、御殿場工場、京都工場2ヶ所がある。

### 菓子資料室 虎屋文庫
とらや（虎屋）には菓子の絵図帳や古文書や古器物が伝承され、これらを整理・保存する機関として虎屋文庫が設置されている。また、常設展示は行われておらず、年1回程度の虎屋文庫資料展を開催している。その他、同志社女子大学図書館で所蔵古文書の一部をマイクロフィルムで閲覧することができる。この機関に所属する和菓子研究家の中山圭子は、和菓子の歴史に関する書籍を複数執筆している。